# Під'ясово
Під'я́сово (рос. Подъясово) — присілок у складі Альменєвського округу Курганської області, Росія.
Населення — 174 особи (2010, 177 у 2002).
Національний склад станом на 2002 рік:
- башкири — 93 %